# Andebol de campo
O handebol de campo (português brasileiro) ou andebol de campo (português europeu) foi a primeira versão do atual handebol e foi oficializado na Alemanha em 1919 sendo o esporte uma junção de regras de alguns outros esportes praticados em outros países, sendo praticado até a primeira metade do século XX. Foi disputado nos Jogos Olímpicos de 1936.
O andebol foi criado por Karl Schallenz por volta de 1920, quando foi influenciado por um jogo visto na Alemanha. O seu nome deriva do alemão "Handball" ("bola de mão"), termo criado em analogia a "Futebol" ("bola de pé" = futebol) O campo é parecido com um de futebol. As suas dimensões são: cumprimento 90–100 m; largura 55–65 m).
O jogo é constituído por sete elementos na equipa e tem a duração de cerca de 60 minutos.

Dimensões de um campo de handebol de campo comparado a um de futebol.

## Descrição
O campo é similar ao do futebol, com dimensões entre 90m a 110m de comprimento e entre 55m a 65m de largura. O campo é dividido por duas linhas em cada lado a 35m da linha de fundo dividindo o campo em 3 áreas de jogo, a qual só podem ficar no máximo 6 jogadores de linha de cada time em cada área. A área do gol tem raio de 13m, o gol com 7,32 m de largura por 2,44 m de altura (o mesmo usado no futebol), a marca do penalti a 14m do gol. A bola usada é a mesma da versão em quadra e é disputado por duas equipes de onze jogadores cada, mais dois reservas. O período de jogo é de dois tempos de 30 minutos cada. Em comparação com o (h)andebol de quadra os resultados do de campo apresentavam em média menos de um terço de gols da modalidade de quadra. Hoje em dia a maioria dos jogadores praticam apenas o andebol de quadra, o de campo é jogado de forma amadora em alguns lugares da Europa, principalmente na Alemanha.
O (h)andebol de campo se tornou uma modalidade internacional em 4 de agosto de 1928 com a criação da Federação Internacional de Handebol Amador (FIHA). O primeiro grande evento da modalidade foram os jogos olímpicos de 1936 em Berlim a pedido de Adolf Hitler, que era um admirador do esporte, sendo que o jogo final (Alemanha 10-6 Áustria) no Estádio Olímpico de Berlim foi o que atraiu o maior público na história do (h)andebol com mais de 100.000 espectadores, e também foi a única participação da modalidade nas olimpíadas. O primeiro campeonato mundial foi disputado em 1938, o último foi disputado em 1966, desde então existe apenas competições internacionais para o (h)andebol de quadra.

## Campeonatos internacionais de (h)andebol de campo

### Alemanha 1938
O primeiro campeonato internacional de (h)andebol organizado pela FIHA, foi disputado apenas por 4 seleções.

### Classificação do 1º ao 4º colocados nos Campeonatos Mundiais
| Edição | Ano  | País-Sede          | Campeão  | Vice-Campeão       | 3º lugar           | 4º lugar           |
| ------ | ---- | ------------------ | -------- | ------------------ | ------------------ | ------------------ |
| 1º     | 1938 | Alemanha           | Alemanha | Áustria            | Suécia             | Dinamarca          |
| 2º     | 1954 | Suécia             | Suécia   | Alemanha Ocidental | Tchecoslováquia    | Suíça              |
| 3º     | 1958 | Alemanha Oriental  | Suécia   | Tchecoslováquia    | Alemanha Ocidental | Dinamarca          |
| 4º     | 1961 | Alemanha Ocidental | Roménia  | Tchecoslováquia    | Suécia             | Alemanha Ocidental |
| 5º     | 1964 | Tchecoslováquia    | Roménia  | Suécia             | Tchecoslováquia    | Alemanha Ocidental |

| Edição | Ano  | País-Sede         | Campeão         | Vice-Campeão | 3º lugar           | 4º lugar           |
| ------ | ---- | ----------------- | --------------- | ------------ | ------------------ | ------------------ |
| 1º     | 1957 | Iugoslávia        | Tchecoslováquia | Hungria      | Iugoslávia         | Alemanha Ocidental |
| 2º     | 1962 | Roménia           | Roménia         | Dinamarca    | Tchecoslováquia    | Iugoslávia         |
| 3º     | 1965 | Alemanha Oriental | Hungria         | Iugoslávia   | Alemanha Ocidental | Tchecoslováquia    |

## Ligações Externas
- «Vídeo 1 sobre o (h)andebol de campo» (em alemão)
- «Vídeo 2 sobre o (h)andebol de campo» (em alemão)
- «Pedagogia do (H)andebol - Artigos e Reflexões sobre o Ensino do (H)andebol»